# 2MASX J11352631+5457347
2MASX J11352631+5457347 ist eine Galaxie im Sternbild Großer Bär am Nordsternhimmel, die schätzungsweise 730 Millionen Lichtjahre von der Milchstraße entfernt ist. Die Supernova SN 2006bg wurde hier beobachtet.